# Clever Martínez
Pour les articles homonymes, voir Martínez.
Martínez  Moros est un nom espagnol. Le premier nom de famille, en général paternel, est Martínez ; le second, en général maternel, souvent omis, est Moros.
Clever José Martínez Moros, né le 27 novembre 1990, est un coureur cycliste vénézuélien. 

## Biographie
En septembre 2021, Clever Martínez vivait dans le New Jersey. Cette année-là, membre de la formation Rockland Cycling Velo, il monte une vingtaine de fois sur le podium dans des compétitions du calendrier national américain, s'imposant à neuf reprises.

## Palmarès sur piste

### Championnats panaméricains
- Couva 2017
  -  Médaillé de bronze de la course scratch.
- Aguascalientes 2018
  - Cinquième de la poursuite par équipes[2].
- Cochabamba 2019
  - Cinquième de la course scratch[3].
  - Sixième de la poursuite individuelle[4].
- Los Angeles 2024
  - Quatrième de la course à l'élimination[5].
  - Septième de l'omnium[6].
- Asuncion 2025
  -  Médaillé d'argent de la course scratch
  -  Médaillé d'argent de l'omnium
  - Cinquième de la course à l'américaine (avec Winston Maestre)[7].

### Jeux sud-américains
- Santiago 2014
  -  Médaillé de bronze de la poursuite par équipes (avec Richard Ochoa, Manuel Briceño et Víctor Moreno)
- Cochabamba 2018
  -  Médaillé de bronze de la poursuite par équipes
  -  Médaillé de bronze de la course à l'américaine.

### Jeux d'Amérique centrale et des Caraïbes
- Barranquilla 2018
  -  Médaillé d'argent de la poursuite par équipes
  -  Médaillé de bronze de la course aux points
  -  Médaillé de bronze de l'américaine

### Jeux bolivariens
- Santa Marta 2017
  -  Médaillé de bronze de la poursuite par équipes

### Championnats du Venezuela
- Carabobo 2016
  -  Médaillé d'argent de la poursuite individuelle[8].
  -  Médaillé d'argent de la course scratch[9].
- Caracas 2019
  -  Champion du Venezuela de poursuite
  -  Médaillé d'argent de l'omnium
  -  Médaillé d'argent de l'américaine (avec Máximo Rojas)
  -  Médaillé d'argent du scratch
- Valencia 2023[10]
  -  Champion du Venezuela de poursuite par équipes (avec Máximo Rojas, Enmanuel Viloria et Max Tovar)
  -  Champion du Venezuela du scratch
  -  Champion du Venezuela de l'américaine (avec Máximo Rojas)
  -  Champion du Venezuela de l'omnium
  -  Médaillé d'argent de la vitesse par équipes
  -  Médaillé d'argent de la poursuite
  -  Médaillé de bronze de l'élimination
- San Cristóbal 2025[11]
  -  Champion du Venezuela de l'élimination
  -  Champion du Venezuela de l'omnium
  -  Champion du Venezuela de l'américaine (avec Yoisnerth Rondón)
  -  Médaillé d'argent de la poursuite

## Palmarès sur route

### Par année
| - 2018 - 1re étape du Tour del Cibao (contre-la-montre) - 3e du championnat du Venezuela sur route - 2019 - 8e étape du Tour du Venezuela - Tour de Tobago : - Classement général - 4e étape - 2020 - 2e de la Vuelta a la Independencia Nacional - 2021 - Pickle Juice Race - Piedmont Criterium - Tour of America's Dairyland : - Classement général - 1re et 2e étapes - 4e étape de l'Intelligentsia Cup - 3e du Tulsa Tough | - 2022 - Intelligentsia Cup : - Classement général - 3e et 6e étapes - 4e étape de la Gateway Cup - 2e du Tour de Murrieta - 2e de la Gateway Cup - 2023 - 2e du Tour du Venezuela - 2025 - Athens Twilight Criterium - 3e du Manhattan Beach Grand Prix |  |

### Classements mondiaux
| Année                                 | 2018  | 2019  | 2020 | 2021 | 2022 | 2023  |
| ------------------------------------- | ----- | ----- | ---- | ---- | ---- | ----- |
| Classement mondial                    | 1022e | 2360e | nc   | nc   | nc   | 2650e |
| UCI America Tour                      | 70e   | 372e  | nc   | nc   | nc   | nc    |
|                                       |       |       |      |      |      |       |
| Légende : nc = non classéSource : UCI |       |       |      |      |      |       |